# Otjozondjupa
Otjozondjupa is een bestuurlijke regio in Namibië.
In het westelijk deel van deze regio in het gebied rond Otjiwarongo, wonen veel Herero's. Het oostelijk deel van de regio was onder het apartheidregiem Bushmanland. Nog altijd wonen er in dit afgelegen gebied voornamelijk San.

## Plaatsen
- Grootfontein, municipality, 70 km²
- Kalkfeld, settlement area
- Okahandja, municipality, 164 km²
- Okakarara, town, 22 km²
- Okamatapati, settlement area
- Otavi, village, 51 km²
- Otjiwarongo, municipality, 140 km²

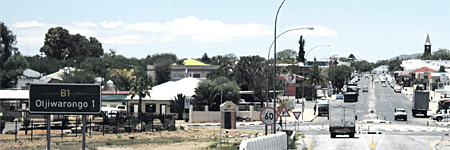
Otji-skyline

- Tsumkwe, settlement area

Zambezi · Erongo · Hardap · ǁKaras · Kavango Oost · Kavango West · Khomas · Kunene · Ohangwena · Omaheke · Omusati · Oshana · Oshikoto · Otjozondjupa